# Menelao (nome)
Menelao  è un nome proprio di persona italiano maschile.

## Origine e diffusione

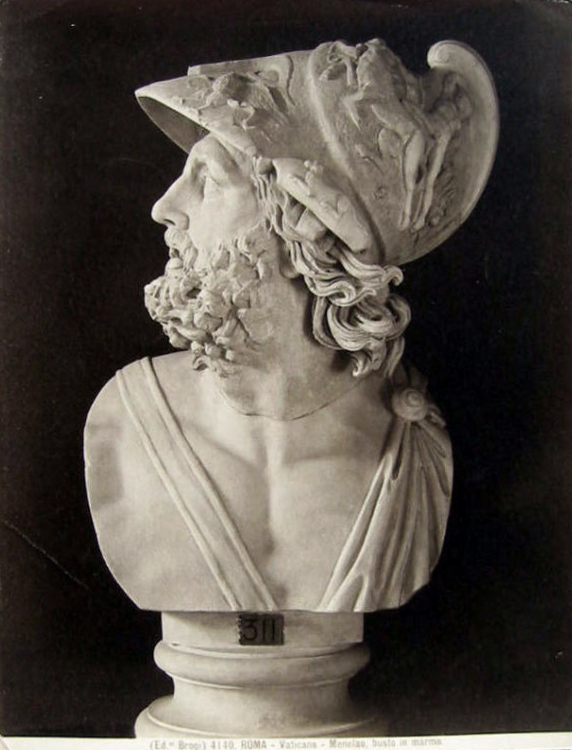
Busto in marmo di Menelao, di Giacomo Brogi

È un tipico nomen agentis che eriva dal nome greco antico Μενελαος (Menelaos), latinizzato in Menelaus. Il primo elemento può essere μένος (menos), "forza", oppure menein, "stare", "trattenere", o ancora μενω (meno), "sfidare", mentre il secondo è λαὸς (laos) "popolo"; il significato può quindi essere "forza del popolo", "che trattiene il popolo" o "che sfida il popolo". Il secondo elemento è comune a molti altri nomi greci, quali Ermolao, Nicola, Carilao, Laodice e Laerte.
Il nome è portato, nella mitologia greca, da Menelao, figlio di Atreo e fratello di Agamennone, che organizzò la spedizione contro Troia per riavere la sua sposa Elena che era stata rapita da Paride.

## Onomastico
L'onomastico viene festeggiato il 22 luglio in onore di san Menelao di Ménat, abate d'Alvernia.

## Persone
- Menelao di Alessandria, matematico e astronomo greco antico

### Variante Menelaos
- Menelaos Sakorafos, schermidore greco